# Corpus Christi
Corpus Christi, também chamada de Solenidade do Santíssimo Sacramento do Corpo e do Sangue de Cristo, Corpus Domini (expressão latina que significa Corpo de Cristo ou Corpo do Senhor), e generalizada em Portugal como Corpo de Deus, é uma comemoração litúrgica das igrejas Católica Apostólica Romana e Anglicana (esta última, até 1548) que ocorre na quinta-feira seguinte ao domingo da Santíssima Trindade, que, por sua vez, acontece no domingo seguinte ao de Pentecostes. É uma Festa de Guarda, em que a participação da Santa Missa é obrigatória, na forma estabelecida pela conferência episcopal do país respectivo.
Para os católicos apostólicos romanos, a procissão pelas vias públicas atende a uma recomendação do Código de Direito Canônico (cânone 944), que determina ao bispo diocesano que a providencie "para testemunhar publicamente a adoração e a veneração para com a Santíssima Eucaristia, principalmente na solenidade do Corpo e Sangue de Cristo".

## História

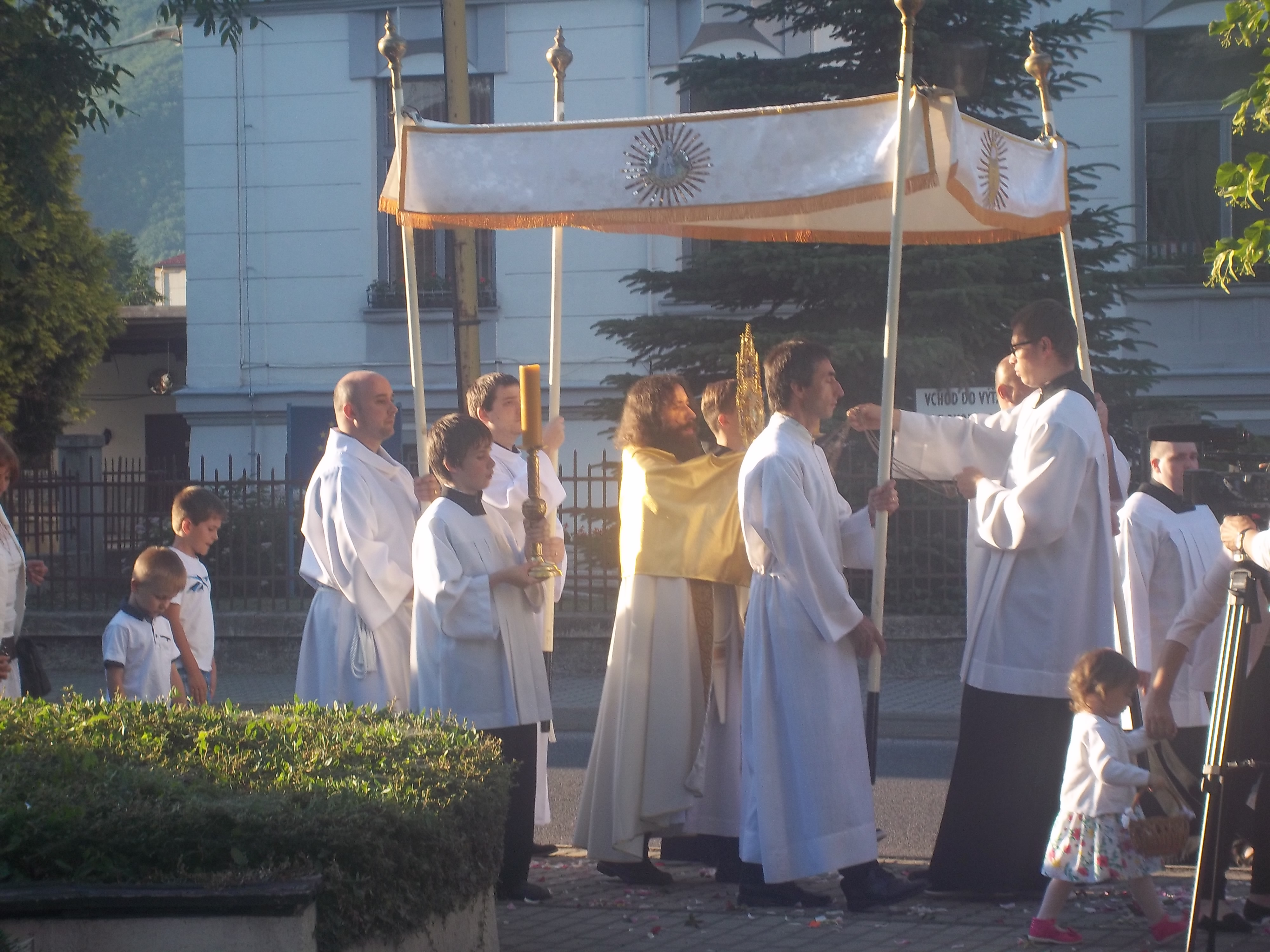
Procissão de Corpus Christi em Vrútky, na Eslováquia.

A Solenidade do Corpo e Sangue de Cristo nasceu em 1247 na diocese de Liège, na Bélgica, para celebrar a presença real de Cristo na Eucaristia em reação às teses de Berengar de Tours, segundo o qual a presença de Cristo não era real, mas apenas simbólica.
O Papa Urbano IV, na época o cônego Tiago Pantaleão de Troyes, arcediago do Cabido Diocesano de Liège, na Bélgica, teria recebido o segredo da freira agostiniana Juliana de Mont Cornillon, que alegava ter tido visões de Cristo demonstrando desejo de que o mistério da Eucaristia fosse celebrado com destaque. Por volta de 1264, em Bolsena, cidade próxima a Orvieto (onde o já então Papa Urbano IV tinha sua corte), teria ocorrido o episódio chamado de Milagre de Bolsena, em que um sacerdote celebrante da Santa Missa, no momento de partir a Sagrada Hóstia, teria visto sair dela sangue, que empapou o corporal (pano onde se apoiam o cálice e a patena durante a Missa). O papa determinou que os objetos milagrosos fossem trazidos para Orvieto em grande procissão em 19 de junho de 1264, sendo recebidos solenemente por Sua Santidade e levados para a Catedral de Santa Prisca. Esta foi a primeira procissão do Corporal Eucarístico de que se tem notícia. A festa de Corpus Christi foi oficialmente instituída por Urbano IV com a publicação da bula Transiturus em 8 de setembro de 1264, para ser celebrada na quinta-feira depois da oitava de Pentecostes.[carece de fontes?]
Para um maior esplendor da solenidade, desejava Urbano IV um Ofício para ser cantado durante a celebração. O Ofício escolhido foi composto por São Tomás de Aquino, cujo título era Lauda Sion (Louva Sião). Este cântico permanece até a atualidade nas celebrações de Corpus Christi.[carece de fontes?]
O decreto de Urbano IV teve pouca repercussão, porque o papa morreu em seguida, menos de um mês depois da publicação da bula Transiturus. Mas se propagou por algumas igrejas, como na diocese de Colônia, na Alemanha, onde Corpus Christi é celebrada desde antes de 1270. A procissão surgiu em Colônia e difundiu-se primeiro na Alemanha, depois na França e na Itália. Em Roma, é encontrada desde 1350.[carece de fontes?]
A Eucaristia é um dos sete sacramentos e foi instituído na Última Ceia, quando Jesus disse: "Este é o Meu corpo... isto é o Meu sangue... fazei isto em memória de mim". Segundo Santo Agostinho, é um memorial de imenso benefício para os fiéis, deixado nas formas visíveis do pão e do vinho. Porque a Eucaristia foi celebrada pela primeira vez na Quinta-Feira Santa, Corpus Christi se celebra sempre numa quinta-feira após o vinho sangue de Jesus Cristo, em toda Santa Missa, mesmo que esta transformação da matéria não seja visível.[carece de fontes?]
Corpus Christi é celebrado 60 dias após a Páscoa, podendo cair, assim, entre as datas de 21 de maio e 24 de junho.

## No Brasil
No Brasil é um feriado facultativo comemorado pela Igreja Católica.
Em muitas cidades portuguesas e brasileiras, é costume ornamentar as ruas por onde passa a procissão com tapetes de colorido vivo e desenhos de inspiração religiosa, costume este, iniciado pela Irmandade do Santíssimo Sacramento. Esta festividade de longa data se constitui uma tradição no Brasil, principalmente nas "cidades históricas", que se revestem de práticas antigas e tradicionais e que são embelezadas com decorações de acordo com costumes locais.
Em Pirenópolis, Goiás, a celebração de Corpus Christi é uma tradição profundamente enraizada remontando às primeiras décadas do século XVIII, com a fundação da Venerável Irmandade do Santíssimo Sacramento da Matriz do Rosário. Até os dias atuais, essa irmandade desempenha um papel fundamental na organização das festividades junto a comunidade.
Ao longo dos séculos, a comunidade local tem se unido voluntariamente às celebrações, acrescentando a bela tradição dos tapetes à festa. Esses tapetes, elaborados com serragem colorida, areia, sementes e flores do cerrado, adornam as antigas ruas de pedra do Centro Histórico. A Rua Direita, a mais antiga da cidade e rota da procissão de Corpus Christi, é especialmente notável nesse contexto. A procissão tradicionalmente ocorre ao amanhecer, precedendo a Missa solene, com a liturgia frequentemente cantada em latim.
Para garantir a prontidão ao amanhecer, centenas de voluntários se reúnem para confeccionar os tapetes durante a noite, trabalhando incansavelmente até a manhã da quinta-feira de Corpus Christi. Mesmo em circunstâncias excepcionais, como a pandemia de COVID-19 em 2020 e 2021, a tradição dos tapetes foi mantida, embora a procissão tradicional tenha sido suspensa. Felizmente, a procissão retornou em 2022, trazendo de volta a alegria e devoção característica dessa celebração única.
Ao longo do percurso da procissão, altares são cuidadosamente montados para a adoração ao Santíssimo Sacramento. Em um momento especial, há uma pausa para o cântico do Tantum Ergo Sacramentum em latim. Essa melodia, composta por Eugênio Leal da Costa Campos no início do século XX, é executada pelo centenário Coro e Orquestra Nossa Senhora do Rosário, acrescentando uma dimensão musical única à celebração.
Além disso, Corpus Christi marca o encerramento da Festa do Divino, sendo o último dia em que saem pelas ruas os mascarados que participam das cavalhadas e o dia em que o Imperador do Divino recebe a Coroa do Divino, iniciando seu reinado e preparando o terreno para a realização da Festa do Divino de Pirenópolis no ano seguinte. Essa tradição é um reflexo da rica herança cultural e espiritual da região.
Devido à sua profunda importância para a cultura local, em 2019, a celebração de Corpus Christi foi oficialmente reconhecida como Patrimônio Cultural Imaterial do município, preservando assim essa preciosa tradição para as futuras gerações.
Em Curitiba, Paraná, é reconhecida atualmente por ter a maior celebração de Corpus Christi do mundo, o evento religioso faz parte do calendário oficial da cidade através da Lei 15 219, de 22 de maio de 2018, bem como do calendário oficial turístico do Estado do Paraná, através da Lei 19 466, de 23 de abril de 2018. São 2 quilômetros de tapete, confeccionados por mais de 4 mil voluntários. O momento também é um grande evento solidário, pois arrecada 10 toneladas de alimentos. Em 2023 reuniu um público aproximado de 120 mil pessoas.
Em Castelo, no estado do Espírito Santo, no Brasil, as ruas são decoradas com enormes tapetes coloridos formados por flores, serragem colorida, grãos, mármore e granito, além de material reutilizado. Seus temas refletem pensamentos atuais, como a preservação do meio ambiente ou o abuso da mulher, muitas vezes com perguntas retóricas que levam o espectador a pensar e se questionar. No dia da festa a cidade chega a receber mais de 100 mil habitantes, movimentando sua economia e demonstrando o grande ato de fé cristã.

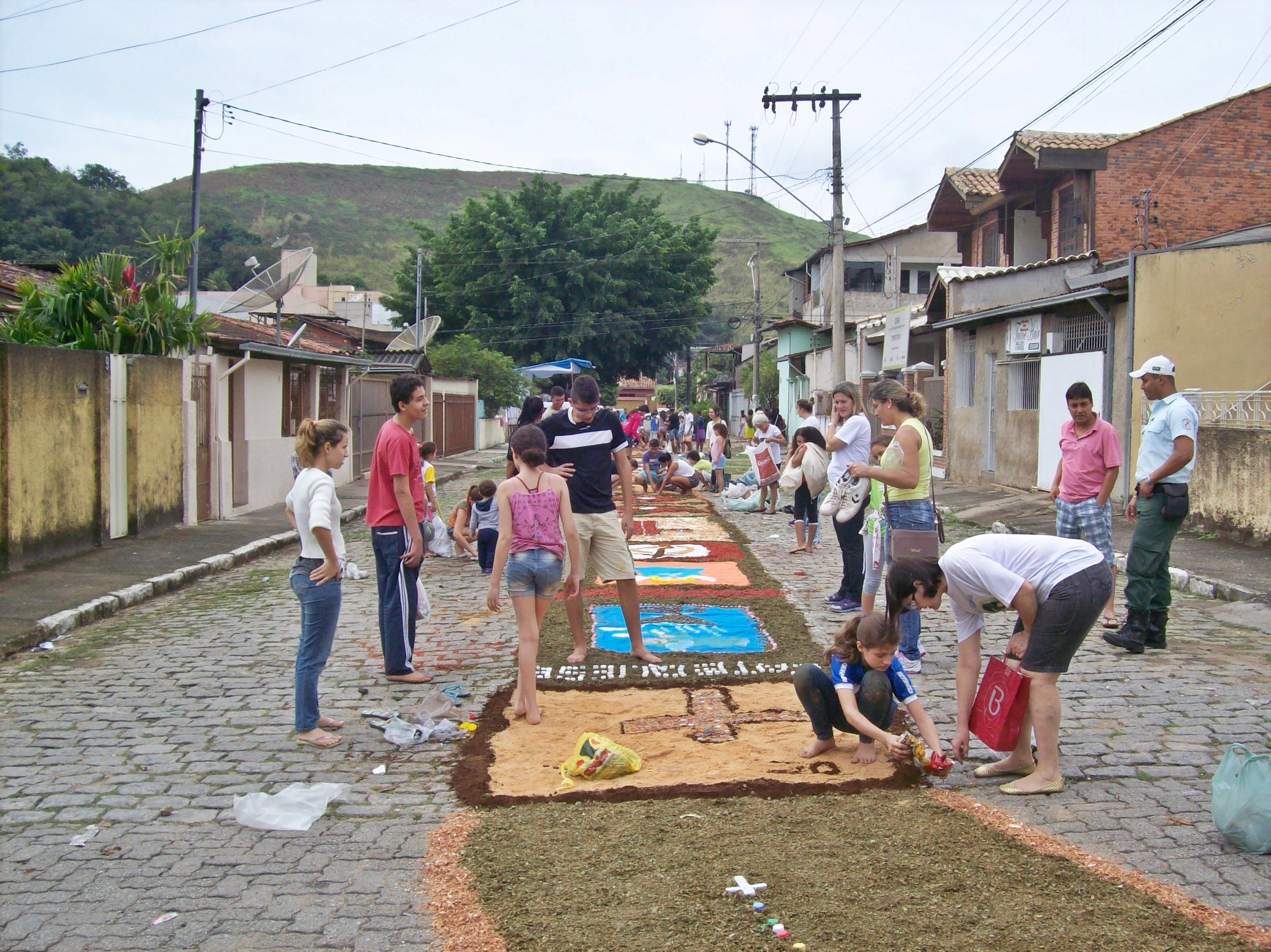
Confecção dos tapetes de Corpus Christi da Paróquia São Sebastião de Coronel Fabriciano, Minas Gerais.

O município de Matão, em São Paulo, no Brasil, é famoso por seus tapetes coloridos feitos de vidro moído, dolomitas, serragem e flores que formam uma cruz que se estende por 12 quarteirões no centro da cidade onde passa a procissão da eucaristia, um espetáculo que reúne fé, tradição, arte e beleza. No ano de 2011, Matão realizou a 63.ª edição do Corpus Christi, onde mais de 70 toneladas de materiais foram usados para compor os desenhos. A expectativa dos organizadores é que o evento atrairia um público total de 80 mil pessoas. A praça de alimentação do evento fica por conta das entidades filantrópicas da cidade.
A cidade de Mariana, em Minas Gerais, no Brasil, comemora a festa de Corpus Christi enfeitando as ruas com tapetes de serragem e pinturas. No município de Coronel Fabriciano, os fiéis realizam a montagem dos tapetes de serragem que marcam o percurso da procissão nas ruas da região central da cidade, saindo da cocatedral de São Sebastião. Tal manifestação mantém rituais originados na década de 1940 pela Paróquia São Sebastião e foi tombada como patrimônio cultural da cidade.

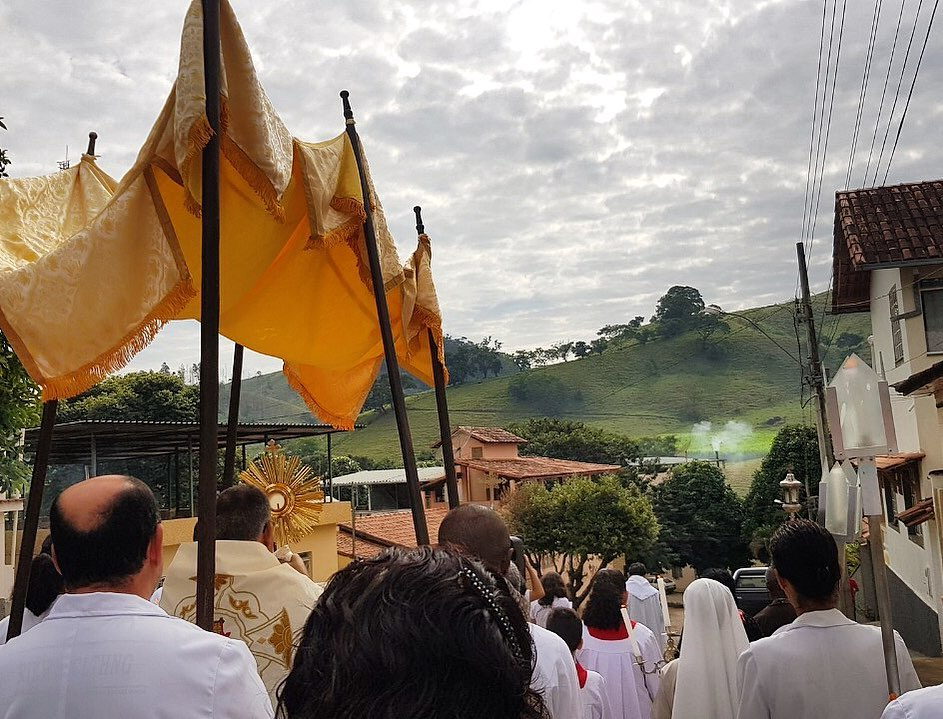
Procissão de Corpus Christi em Faria Lemos, da Paróquia de São Mateus, Minas Gerais.

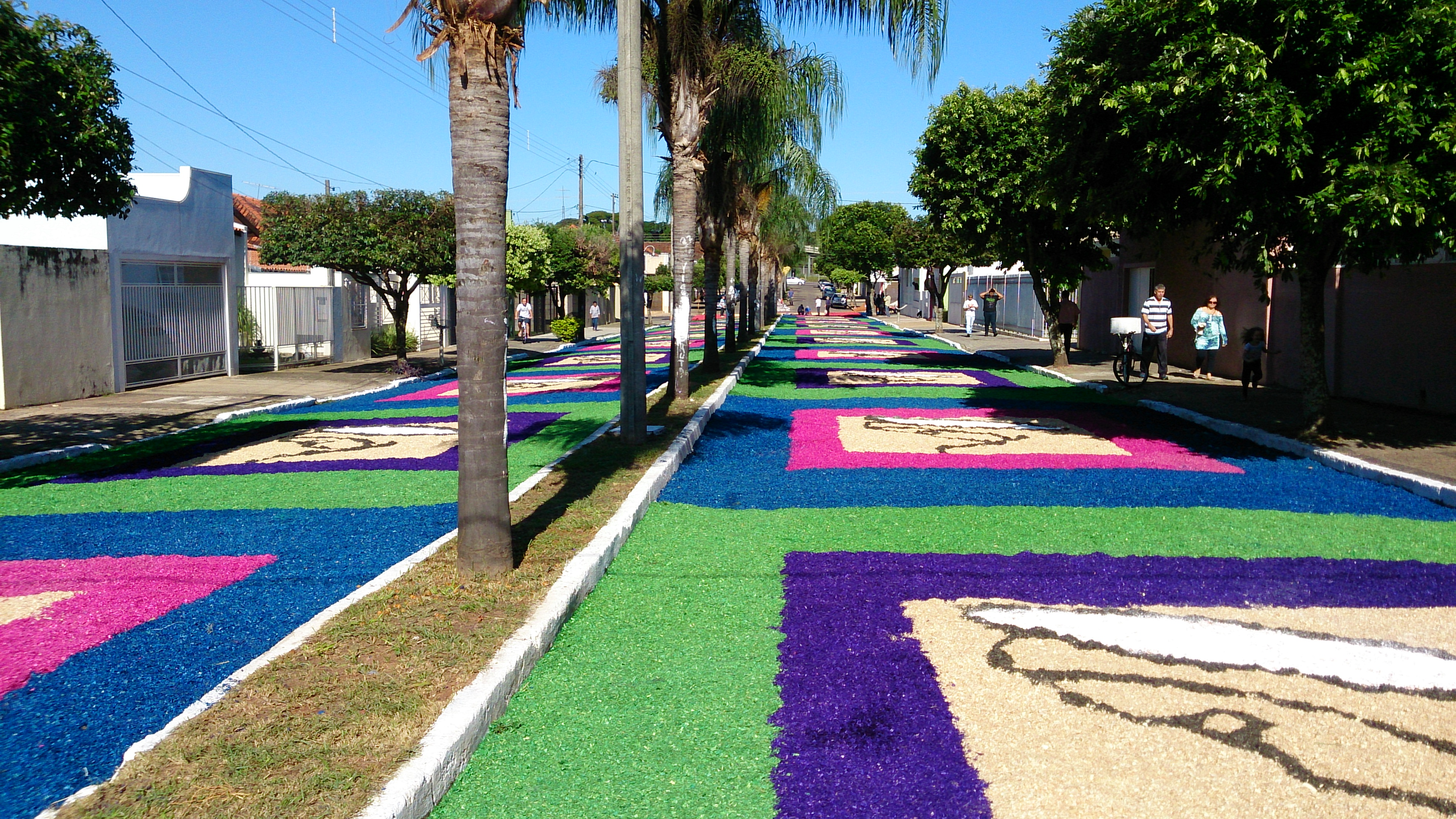
Tapetes de Corpus Christi em Vera Cruz, São Paulo.

As cidades paulistas de Jaguariúna, Monte Mor, Santo André, Santana de Parnaíba, São Joaquim da Barra, Igarapava, a mineira Uberaba, além da baiana Jacobina, também seguem o mesmo estilo, as ruas ao redor da matriz são enfeitadas com serragem, raspa de couro, areias coloridas - tudo o que a criatividade proporciona para este dia santo.
Em Caieiras, a juventude da cidade promove, com sua criatividade, tapetes que se estendem no trajeto da procissão deste solene dia, desde a Igreja Matriz de Santo Antônio até a Igreja de São Francisco de Assis, num trabalho que dura doze horas e que é coroado com a procissão luminosa em torno ao Santíssimo Sacramento.
Em Porto Ferreira, a festa tem como finalidade a partilha, em comunhão com as três paróquias da cidade. Arrecadam-se alimentos que integram os enfeites nas ruas por onde o Santíssimo Sacramento passa e, após a solenidade, são doados a famílias que são assistidas por pastorais, como a Pastoral da Criança e Pastoral da Saúde. Esta iniciativa é realizada desde 2008.
Em Borborema, em São Paulo, no Brasil, as ruas são decoradas com enxovais, bordados e artesanatos, produzidos pelas mais de 50 lojas e fábricas da cidade. Após a procissão, tudo é vendido e a renda revertida ao Lar de Idosos São Sebastião.
Em Ibitinga (SP), fiéis da cidade, conhecida como a 'Capital Nacional do Bordado', preparam tapetes feitos de tecidos bordados. Eles são colocados no espaço de 10 quarteirões na região da Igreja Matriz, por onde passa a procissão. O evento é realizado há mais de 35 anos na cidade e em média 50 mil pessoas prestigiam a festa a cada ano. Todos os anos a população doa produtos, como roupas de cama, mesa e banho, que são bordados pelas bordadeiras da cidade. Além disso, muitos voluntários ajudam na montagem dos tapetes.
Em Vera Cruz (São Paulo), é tradição os tapetes de terra e serragem colorida. Desde 1937 a paróquia Sagrado Coração de Jesus organiza a decoração que cobre as ruas do centro da cidade, sendo um dos maiores tapetes do gênero no país, com mais de 700 metros de percurso e chegando a 30 metros de largura em alguns trechos.
Em Cabo Frio (Rio de Janeiro), a principal avenida da cidade é decorada com tapetes feitos de sal, colorido com tintas especiais. Esse processo é acompanhado de perto pela igreja matriz Nossa Senhora de Assunção e, além de ser uma grande festividade religiosa, atrai os olhares de moradores e turistas de toda a região.

## Em Portugal

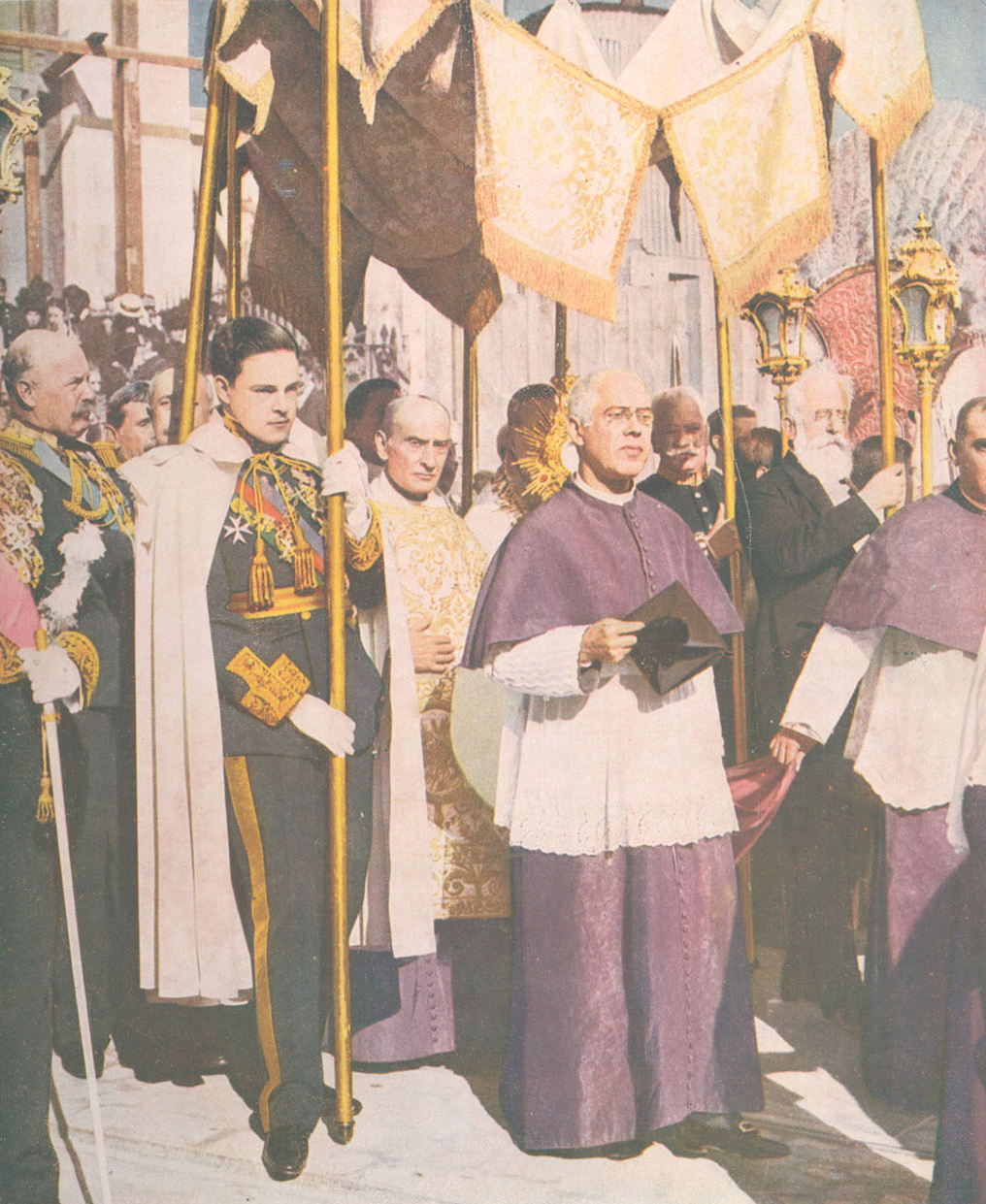
A Procissão do Corpo de Cristo em Lisboa, em 1909. Na imagem o Rei D. Manuel II.

Em Portugal tradicionalmente é dia feriado. Entre 2013 e 2015, o feriado foi retirado, mas regressou em 2016.
Neste dia, em todas as 20 dioceses de Portugal fazem-se solenes procissões a partir da igreja catedral, tal como em muitas outras localidades, que são muito concorridas. Estas procissões atingem o seu esplendor máximo em Braga, Porto e Lisboa.
Ordenada por Dom Dinis, a festa do Corpus Christi começou a ser celebrada em 1282, embora haja referências à sua comemoração desde os tempos de Dom Afonso III. Em Portugal, a festa era antigamente celebrada com danças, folias e procissões em que o sagrado e o profano se misturavam. Representantes de várias profissões, carros alegóricos, diabos, a serpe, a coca, gigantones, ao som de gaitas de foles e outros instrumentos, desfilavam pelas ruas. Das danças dos ofícios, em Penafiel, ainda se celebram o baile dos ferreiros, o baile dos pedreiros e o baile das floreiras. Esta celebração tem uma conotação muito forte no Minho, particularmente em Monção e em Ponte de Lima. Em Ponte de Lima, a tradição d´O Corpo de Deus perdura já há vários séculos.
O Corpo de Deus é celebrado no 60.º dia após a Páscoa, ou mais correctamente na Quinta-feira que se segue ao Domingo da Santíssima Trindade (que, por sua vez, é o primeiro Domingo a seguir ao Pentecostes) seguindo a norma canônica. A diferença prende-se no fato de, no dia posterior ao feriado nacional, realizar-se uma celebração, própria e exclusiva da vila, tendo sido decretado desde 1977 feriado para todos os Limianos.
As celebrações do Corpo de Deus realizam-se durante todo o dia, sendo os Limianos presenteados com uma procissão da parte da manhã e outra da parte da tarde em volta da vila e uma missa para todos os habitantes do Concelho no próprio dia, sempre ao meio-dia, na Igreja Matriz. Em Braga, é também tradição, desde 1923, a presença maciça de Escuteiros do Corpo Nacional de Escutas - Escutismo Católico Português, pois foi nessa procissão que os mesmos se apresentaram em público naquele ano.

## Tapetes

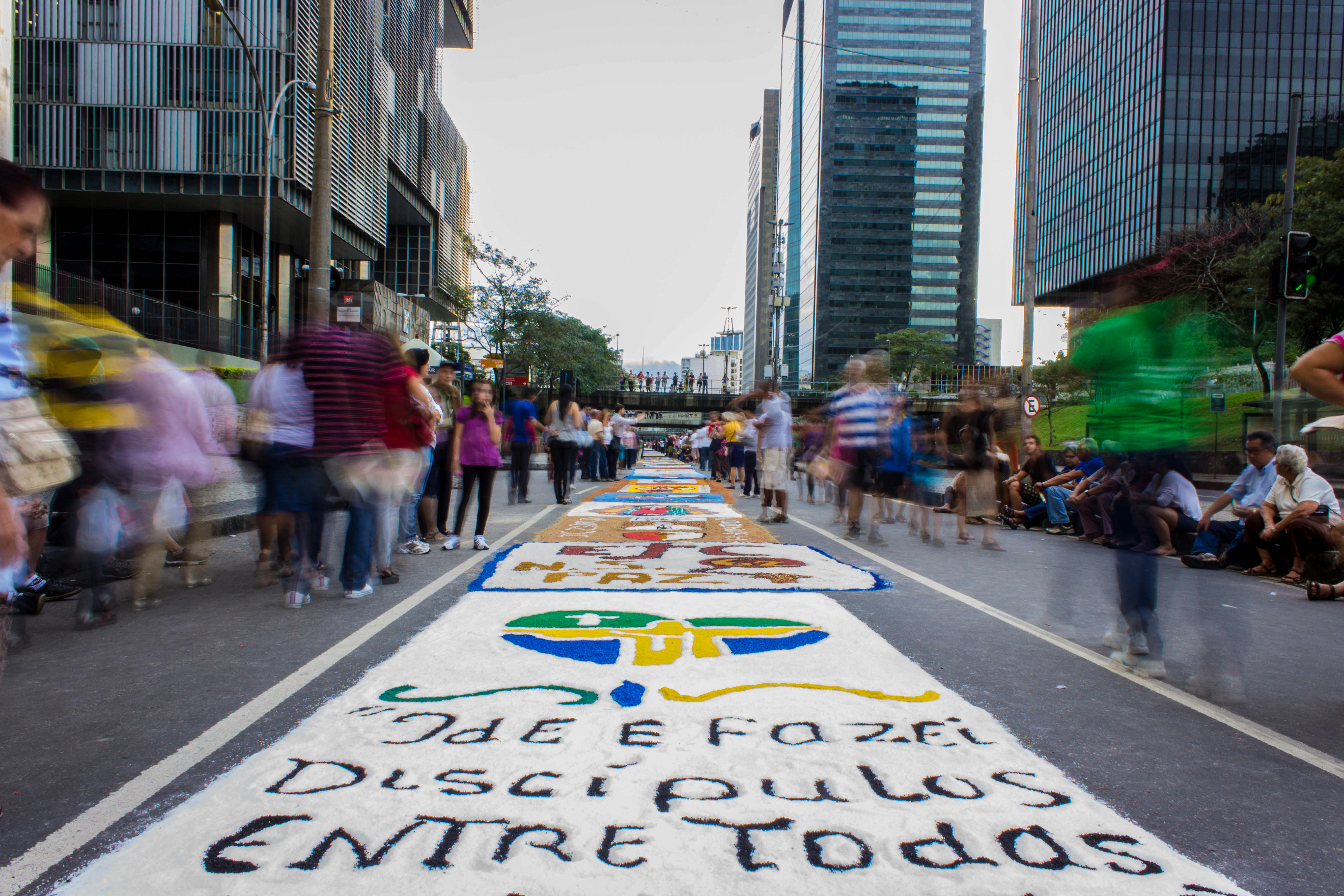
Tapetes de Corpus Christi na cidade do Rio de Janeiro em 2013.

Os tapetes de rua são uma tradição e manifestação artística popular realizada por fiéis da Igreja Católica, confeccionados para a passagem da procissão de Corpus Christi.
A tradição da confecção do tapete surgiu em Portugal e veio para o Brasil com os colonizadores. Os desenhos utilizados são variados, mas enfocam principalmente o tema Eucaristia.
Para confeccionar os tapetes são utilizados diversos tipos de materiais, tais como serragem colorida, borra de café, pedras, farinha, areia, flores e outros acessórios.